# جيمس موفات
جيمس موفات (بالإنجليزية: James Moffat)‏ هو سائق سباق نيوزيلندي، ولد في 18 يونيو 1984 في ملبورن في أستراليا.

## معرض صور

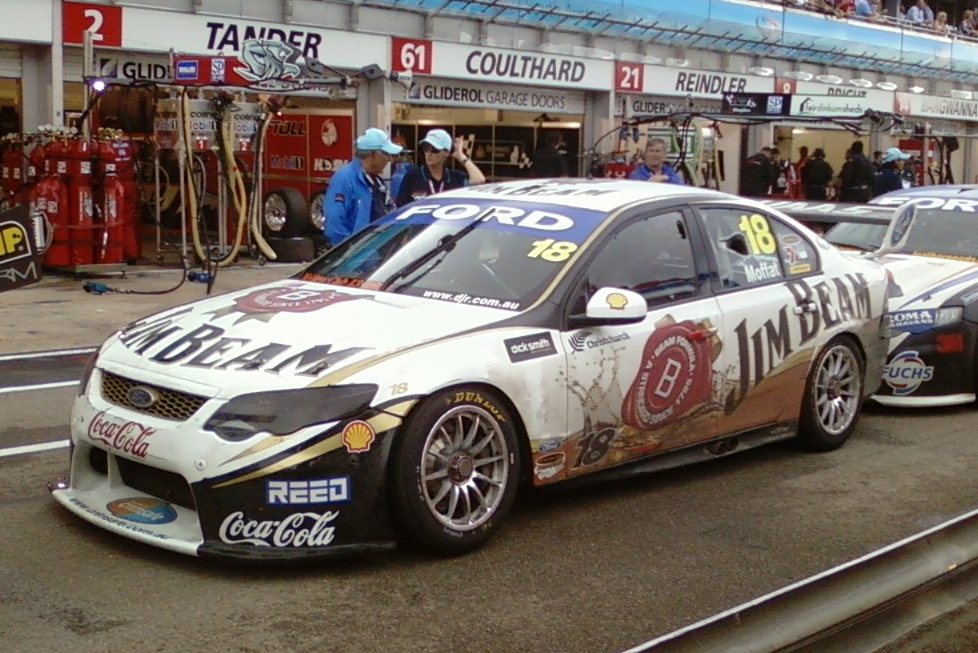
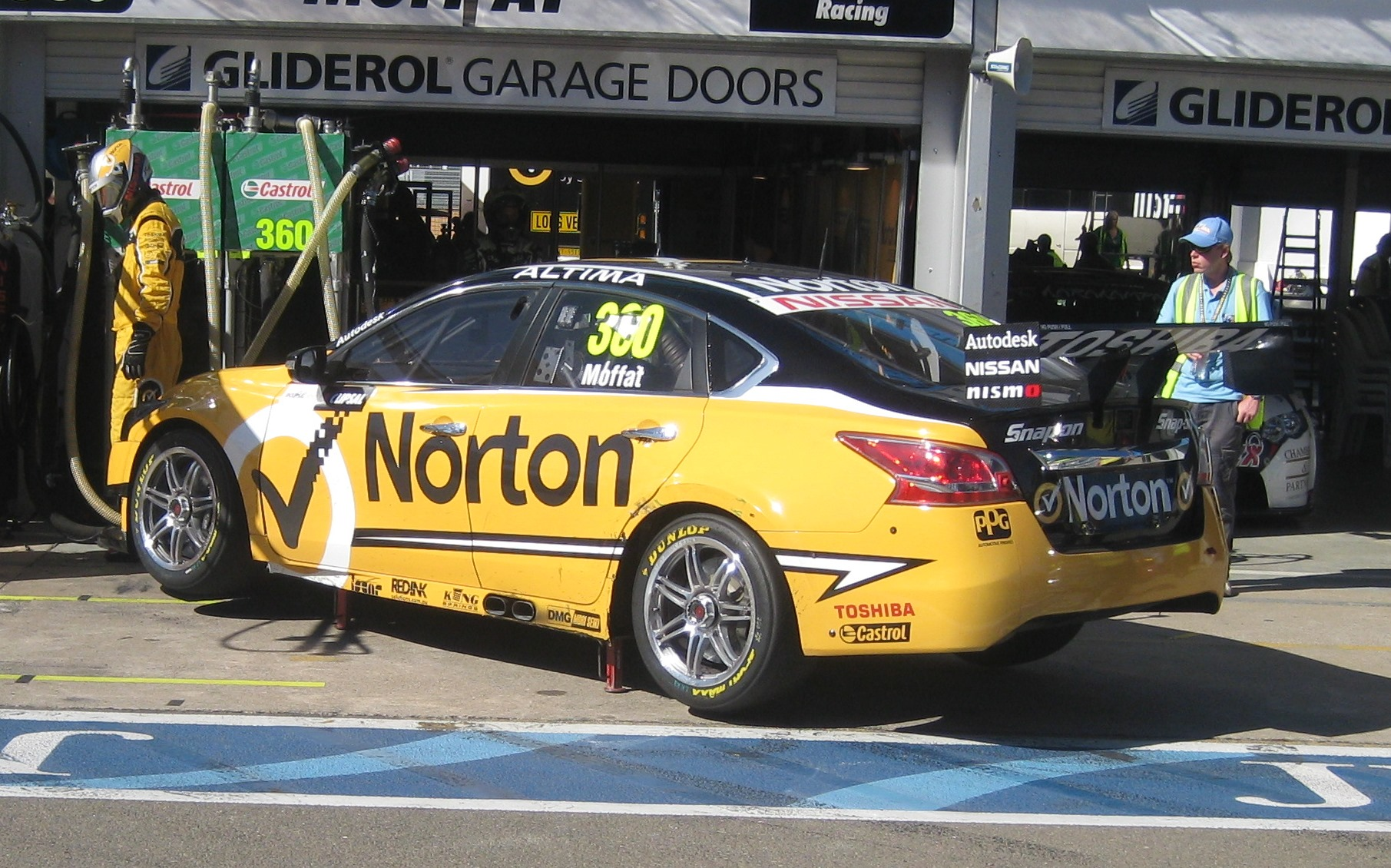
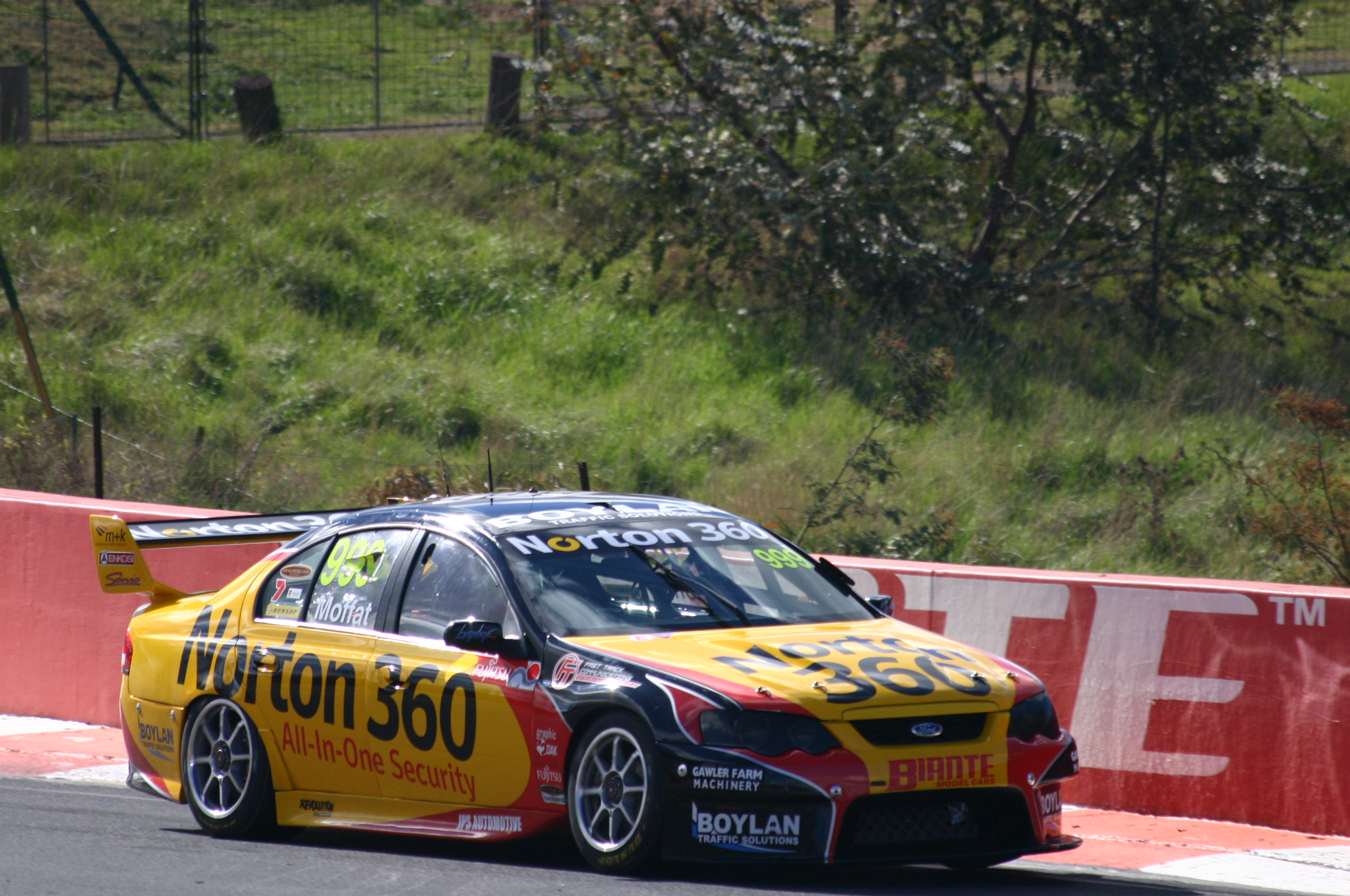
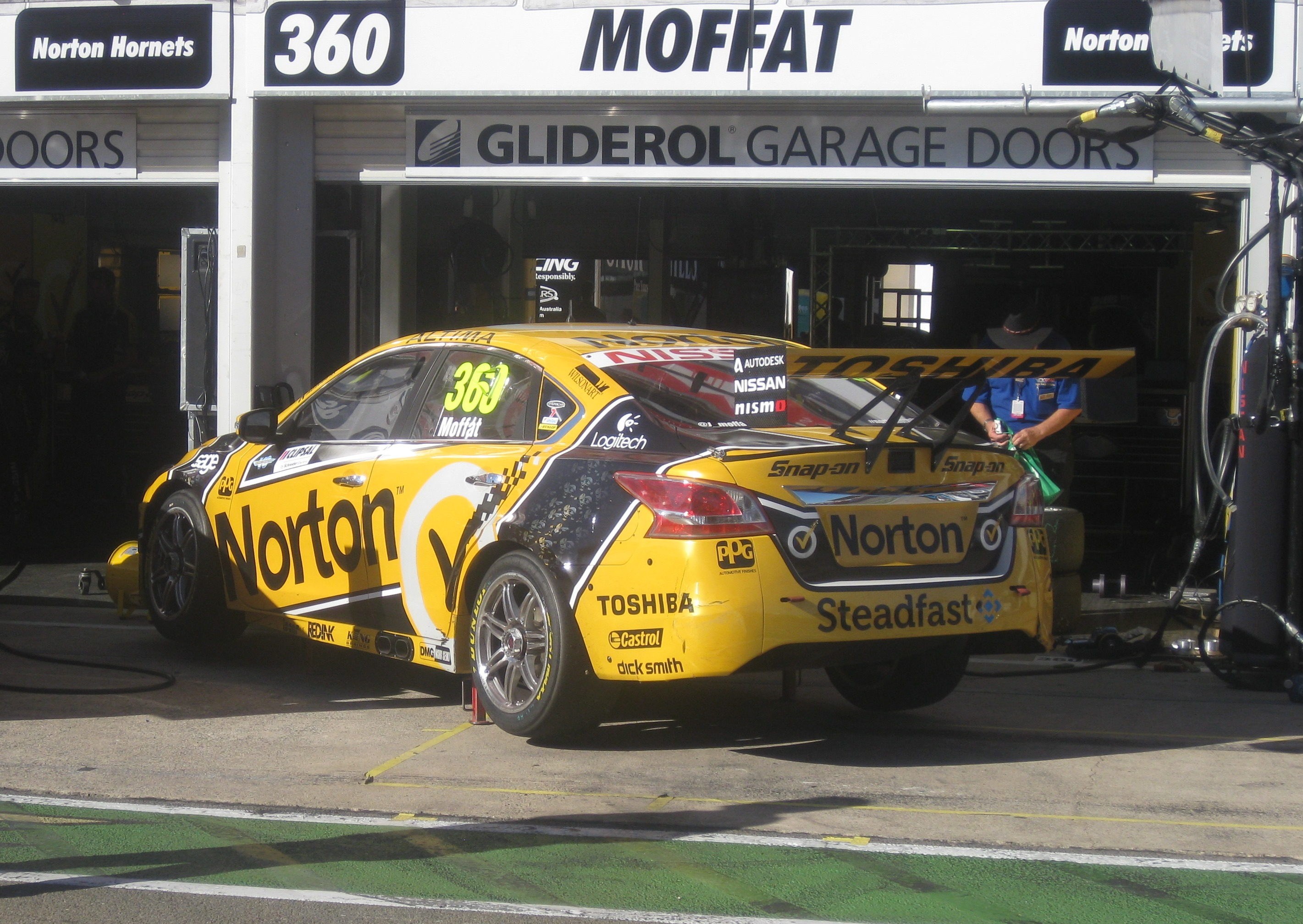